# Of Spire & Throne
Of Spire & Throne ist eine 2009 in Edinburgh gegründete Death-Doom-Band.

## Geschichte
Of Spire & Throne wurde von Ali Lauder, Nick Herd, Graham Stewart und Steven Duffus 2009 gegründet. Im April des gleichen Jahres bestritt die Gruppe ihren ersten Auftritt mit Dead in the Woods, Enhahre und Uncalm in einer Bar. Im Oktober des folgenden Jahres veröffentlichte die Gruppe ein Demoalbum, welches in den Split Level Studios aufgenommen wurde. Im gleichen Monat verließ der Bassist Nick Herd die Gruppe und wurde später durch Matt Davies ersetzt. Als erste reguläre Veröffentlichung wurde im September 2011 die EP The Trial of Failure herausgebracht. Eine zweite EP folgte im Juni 2012. Die zweite EP Vagary beinhaltete derweil ein 21-minütiges Stück. Im gleichen Jahr bestritt die Gruppe erstmals eine Tour über die Grenze Schottlands hinaus und trat unter anderem in Newcastle und Birmingham auf. Gitarrist Steven Duffus verließ die Gruppe im März 2013 und wurde nicht ersetzt. Als Trio bestritten Of Spire & Throne im November des Jahres eine Großbritannien-Tour mit der niederländischen Band Ortega. Zur Tour wurde eine gemeinsame und streng limitierte Split-Kassette über das Label des Ortega-Sängers Tartarus Records veröffentlicht. Die dritte EP Toll of the Wound wurde im Mai 2014 von Broken Limbs Recordings veröffentlicht. Im Oktober und November des Jahres bestritt die Band eine Tour durch England, Wales und Schottland.
Im Anschluss an die Tour nahm Of Spire & Throne das erste Studioalbum Sanctum in the Light auf, welches im Oktober 2015 über Aesthetic Death Records veröffentlicht wurde. Das Album wurde von Chris Fielding, der unter anderem auch für Alben von Primordial und Napalm Death tätig war, produziert und von James Plotkin (O.L.D., Lotus Eaters, Khanate) gemastert. Das Album wurde überwiegend positiv rezensiert.
Nach weiteren Auftritten und einem Beitrag zum My Dying Bride gewidmeten Tributealbum A Lake of Ghosts (… The Long Shadow of My Dying Bride) veröffentlichte das Trio im Winter 2018 mit Penance ihr zweites Studioalbum nach einem langwierigen Aufnahme- und Produktionsprozess. Das im Wall of Sound Recording Studio zwischen November 2016 und Juli 2017 von Stu Gordon aufgenommene, im Secret Bathroom Recording Studio von Andrew Oswald von November 2017 bis April 2018 abgemischte und im Resonance Sound Studio von Dan Lowndes im April und Mai 2018 gemasterte Album wurde Anfang Dezember 2018 via Bandcamp als kostenloser Download veröffentlicht und im Dezember des gleichen Jahres als CD von Aesthetic Death herausgegeben. Penance wurde dem vorausgegangenen Album ähnlich positiv aufgenommen.

## Stil
Der Stil der Gruppe wird als Death Doom mit Elementen aus Sludge, Drone- und Funeral-Doom beschrieben. Der hohe Grad der Verzerrung sowie eingearbeitete Übersteuerungen deuten eine Nähe zu Sludge und Drone Doom an, während das langsame Spiel der Gruppe auch Anknüpfungspunkte zum Funeral Doom bietet. Der Dynamik des Klangs wird hinzukommend eine Nähe zu Neurosis, und somit zum Post-Metal attestiert. Der Gesang wechselt zwischen Death-Metal-typischem Growling und als „klagend“ und „leidend“ beschriebenem Schreien. Der Rhythmusgruppe wird mitunter eine zentrale Rolle zugesprochen, die den Klang der Gruppe progressiv und vielschichtig erscheinen lässt.

## Diskografie
- 2010: Of Spire & Throne (Demo, Eigenvertrieb)
- 2011: The Trial of Failure (EP, Eigenvertrieb)
- 2012: Vagary (EP, Eigenvertrieb)
- 2013: Serpents and Thrones (Auf 50 Exemplare limitierte Split-MC mit Ortega, Tartarus Records)
- 2014: Toll of the Wound (EP, Broken Limbs Recordings)
- 2015: Sanctum in the Light (Album, Aesthetic Death Records)
- 2018: Penance (Album, Aesthetic Death Records)